# My Name Is
«My Name Is» — пісня американського репера Емінема з його другого альбому The Slim Shady LP, випущена у 1999 році. Це також перша пісня та головний сингл альбому.
Пісня посіла 26 місце в рейтингу «100 найкращих пісень 90-х» за версією VH1. «My Name Is» також посіла 6 місце в рейтингу «1001 найкраща пісня всіх часів» журналу Q. «My Name Is» досяг 36 місця в Billboard Hot 100, ставши першим хітом Емінема в топ-40. За межами Сполучених Штатів «My Name Is» потрапив до першої десятки чартів в Ісландії, Новій Зеландії, Норвегії, Ірландії та Великобританії.
Пісня містить інтерполяцію (відтворений семпл) із пісні британського співака Лабі Сіффре «I Got The...» 1975 року. Сіффре, який є відкритим геєм, сказав в інтерв’ю 2012 року, що він відмовлявся схвалити використання, доки з пісні не буде видалено сексистські та гомофобні тексти: «Диссити жертв фанатизму — жінок як сучок, гомосексуалістів як педиків — це ліниво. Краще диссити фанатиків, а не їх жертв».
У квітні 2016 року Rolling Stone поставив пісню під номером 39 у своєму списку «100 найкращих хіп-хоп пісень усіх часів». Британський журнал New Musical Express включив цю композицію до свого списку «500 найбільших пісень усіх часів», розмістивши її на 276-й позиції. «My Name Is» принесла Емінемові його першу премію «Греммі» за найкраще сольне реп-виконання на 42-й церемонії вручення премії «Греммі» у 2000 році.

## Музичне відео
Прем'єра відео відбулася на MTV Total Request Live 21 січня 1999 року. Його режисером став Філліп Етвелл, який згодом зняв багато кліпів для Емінема. Відео починається зі стереотипної сім’ї бидла, яка дивиться телевізор, а потім натрапляє на шоу з «Маршаллом Метерсом» (справжнє ім’я Емінема). Під час відео Емінем пародіює кілька телешоу та фільмів. Він також пародіює тодішнього президента США Білла Клінтона, Джонні Карсона, Меріліна Менсона, порнозірку, вчителя хімії та інших. Баскетболіст Георге Мурешан має епізодичну появу як черевомовець, а Емінем використовується як манекен у сцені. Dr. Dre, продюсер пісні, також має епізодичну роль терапевта. У кліпі також є двійник Моніки Левінскі.
Відео зайняло 71 місце в списку 100 найкращих музичних відео NME.

## Суперечки
Мати Емінема Деббі Метерс подала на нього позов на суму 10 мільйонів доларів за наклеп про те, що вона вживає наркотики у тексті «99% мого життя мені брехали, я щойно дізнався, що моя мама вживає більше наркотиків, ніж я». Емінем також лає свою матір у третьому куплеті пісні зі словами: «Коли я був маленьким, я був таким голодним, що в мене були напади / Як ти збираєшся годувати мене грудьми, мамо?! У тебе немає цицьок!» У своїй книзі «Мій син Маршалл, мій син Емінем» 2008 року Деббі написала: «Ця репліка була жахливою та засмученою, тому що я захворіла токсемією та отруєнням крові, коли народила його, і не могла годувати грудьми». Позов було врегульовано в 2001 році на 25 000 доларів США, з яких Деббі отримала лише 1600 доларів США, після того, як суддя Марк Світальскі постановив, що 23 354,25 доларів США з 25 000 доларів США мають піти Фреду Гібсону, колишньому адвокату Деббі. Пізніше Емінем згадав про це у своїй пісні 2002 року «Without Me» зі словами: «Я щойно врегулював усі свої позови, йди до біса, Деббі!».
Пізніше Емінем розчарувався в своїй величезній популярності. У 2002 році він сказав: «Я не ненавидів цю пісню, коли вперше її створив. Але те лайно, яке мені дуже, дуже подобається, у що я вклав серце й душу, не визнають, як-от «The Way I Am». Є різниця між тим, що я смішний, і тим, що я справжній. Мені здається, що мене не визнають за найкраще лайно — це лайно, яке є моїми справжніми почуттями та емоціями».

## Список композицій
| #     | Назва                       | Автор                                    | Продюсер(и) | Тривалість |
| ----- | --------------------------- | ---------------------------------------- | ----------- | ---------- |
| 1.    | «My Name Is» (clean)        | Marshall Mathers Andre Young Labi Siffre | Dr. Dre     | 4:27       |
| 2.    | «My Name Is» (explicit)     | Mathers Young Siffre                     | Dr. Dre     | 4:27       |
| 3.    | «My Name Is» (instrumental) | Mathers Young Siffre                     | Dr. Dre     | 5:58       |
| 14:52 |                             |                                          |             |            |

## Чарти
| Чарт (1999)                               | Пікова позиція |
| ----------------------------------------- | -------------- |
| Австралія (ARIA)                          | 13             |
| Австрія (Ö3 Austria Top 40)               | 24             |
| Бельгія (Ultratop 50 Flanders)            | 33             |
| Канада (RPM)                              | 38             |
| Данія (IFPI)                              | 13             |
| Франція (SNEP)                            | 68             |
| Німеччина (Media Control AG)              | 37             |
| Ісландія (Íslenski Listinn Topp 40)       | 3              |
| Ірландія (IRMA)                           | 4              |
| Нідерланди (Dutch Top 40)                 | 12             |
| Нідерланди (Mega Single Top 100)          | 17             |
| Нова Зеландія (RIANZ)                     | 4              |
| Норвегія (VG-lista)                       | 8              |
| Шотландія (Official Charts Company)       | 5              |
| Швеція (Sverigetopplistan)                | 16             |
| Швейцарія (Schweizer Hitparade)           | 29             |
| Велика Британія (Official Charts Company) | 2              |
| Велика Британія (UK R&B Chart)            | 1              |
| США (Billboard Hot 100)                   | 36             |
| США (Alternative Songs) (Billboard)       | 37             |
| США (Hot R&B/Hip-Hop Songs) (Billboard)   | 18             |
| США (Rap Songs) (Billboard)               | 10             |
| США (Mainstream Top 40) (Billboard)       | 29             |

| Чарт (1999)                      | Позиція |
| -------------------------------- | ------- |
| Австралія (ARIA)                 | 78      |
| Нідерланди (Dutch Top 40)        | 127     |
| Велика Британія UK Singles (OCC) | 41      |

## Сертифікації
| Регіон                                                      | Сертифікація  | Продажі   |
| ----------------------------------------------------------- | ------------- | --------- |
| Австралія (ARIA)                                            | 4× Платиновий | 280 000   |
| Данія (IFPI Denmark)                                        | Золотий       | 45 000    |
| Італія (FIMI)                                               | Золотий       | 50 000    |
| Велика Британія (BPI)                                       | 2× Платиновий | 1 200 000 |
| США (RIAA)                                                  | 3× Платиновий | 3 000 000 |
| продажі+прослуховування, що базуються лише на сертифікаціях |               |           |